# Hadromys
Hadromys — рід гризунів родини Muridae, ендемічний для Азії. Він містить такі види:
- Hadromys humei
- †Hadromys loujacobsi
- Hadromys yunnanensis

## Морфологічні характеристика
Ці гризуни досягають довжини тіла без хвоста від 10 до 14 сантиметрів, довжини хвоста від 11 до 14 сантиметрів і ваги від 40 до 80 грамів. Їхня шерсть зверху чорно-сіра, черево білувате або оранжево-жовте. Будова тіла у них відносно кремезна, зуби великі та міцні.
Тварини мешкають на північному сході Індії та в китайській провінції Юньнань. Наскільки відомо, вони мешкають у лісах до 1300 метрів над рівнем моря. Їхній раціон, ймовірно, складається в основному із зелених частин рослин, інакше мало що відомо про їхній спосіб життя.